# Estrategia Cloward-Piven

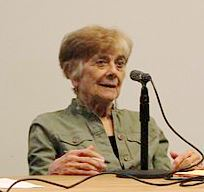
Frances Fox Piven

La Estrategia Cloward-Piven es una estrategia política definida en 1966 por los sociólogos y activistas políticos Americanos Richard Cloward y Frances Fox Piven. La estrategia pretende utilizar "grupos activistas contra la pobreza" para facilitar una "crisis política" sobrecargando el sistema social mediante un aumento de las demandas de asistencia social, forzando la creación de un sistema de ingreso mínimo garantizado y mediante " redistribuir el ingreso en todo el gobierno federal··. »

## Historia
Tanto Cloward como Piven eran profesores de la Escuela de Trabajo Social de la Universidad de Columbia. La estrategia fue descrita en un artículo de mayo de 1966 en la revista liberal La Nation titulado "El peso de los pobres: una estrategia para acabar con la pobreza".

## Estrategia
El artículo de Cloward y Piven pretende obligar subversivamente al Partido Demócrata Partido Demócrata (Estados Unidos), que en 1966 controlaba la presidencia y ambas cámaras del Congreso de Estados Unidos, a "redistribuir los ingresos" para ayudar a la pobre. Afirmaron que el registro completo de personas elegibles para recibir asistencia social "provocaría perturbaciones burocráticas en las agencias sociales y perturbaciones fiscales en los gobiernos locales y estatales" que: "...profundizarían las divisiones existentes entre los elementos de la coalición Demócratas de las grandes ciudades: permanecer en la clase media blancos, grupos étnicos de clase trabajadora y minorías pobres en crecimiento. Para evitar un mayor debilitamiento de esta coalición histórica, una administración demócrata nacional se vería obligada a proponer una solución federal a la pobreza que trascienda las fallas locales en materia de bienestar, las clases locales y las diferencias raciales. conflictos y dilemas relacionados con los ingresos locales."
Además escribieron:

Algunos cuestionarán el objetivo final de esta estrategia: eliminar la pobreza mediante el establecimiento de un ingreso anual garantizado. Debido a que el ideal de movilidad social y económica individual tiene raíces profundas, incluso los activistas parecen reacios a pedir programas nacionales destinados a eliminar la pobreza a través de redistribución del ingreso.

Michael Reisch y Janice Andrews escribieron que Cloward y Piven “propusieron crear una crisis en el actual sistema de bienestar –explotando la brecha entre la ley y la práctica del bienestar– que en última instancia causaría su colapso y lo reemplazaría” a través de un sistema de beneficios anuales garantizados. ”. Esperaban lograr este objetivo informando a los pobres sobre sus derechos a la asistencia social, animándolos a solicitar prestaciones y, de hecho, sobrecargando una burocracia ya sobrecargada. "

### Centrarse en los demócratas
Los autores deEstaban depositando sus esperanzas en crear disrupción dentro del Partido Demócrata: 
"Los republicanos conservadores siempre están dispuestos a declamar los males del bienestar público, y probablemente serían los primeros en levantar una protesta. Pero más profunda y políticamente más reveladora. los conflictos tendrían lugar dentro de la coalición demócrata... Los blancos -tanto los grupos étnicos de clase trabajadora como muchos de clase media- se enojarían contra los pobres del gueto, mientras que los grupos étnicos liberales, que hasta hace poco se sentían reconfortados por la idea de que los pobres son pocos... probablemente apoyarían el movimiento. Los conflictos de grupo, generando una crisis política para el aparato local del partido, se agudizarían a medida que aumentaría la asistencia social y las tensiones sobre los presupuestos locales se volverían más serias."

## Recepción y críticas
Michael Tomasky, escribiendo sobre la estrategia en la década de 1990 y nuevamente en 2011, la calificó de "equivocada y condenada al fracaso", y escribió: "Aparentemente no se les ocurrió [a Cloward y Piven] que el sistema estaría contento considerar a los negros que se amotinan como un fenómeno que debe ser ignorado o reprimido.

## Impacto de la estrategia
En artículos publicados en 1971 y 1977, Cloward y Piven argumentaron que los disturbios masivos en los Estados Unidos, particularmente entre 1964 y 1969, habían conducido de hecho a una expansión masiva del bienestar, pero no al programa de ingresos garantizados que esperaban.
El politólogo Robert Albritton no estuvo de acuerdo y escribió en 1979 que los datos no respaldaban esta tesis; propuso una explicación alternativa para el aumento en el número de beneficiarios de asistencia social.
En su libro de 2006 Winning the Race, el comentarista político John McWhorter atribuyó el surgimiento del estado de bienestar después de la década de 1960 a la estrategia Cloward-Piven, pero escribió sobre ella negativamente, afirmando que la estrategia “creó generaciones”. negros para quienes trabajar para ganarse la vida es una abstracción".
Según el historiador Robert E. Weir en 2007: 

Aunque la estrategia ayudó a aumentar el número de beneficiarios entre 1966 y 1975, la revolución imaginada por sus partidarios nunca tuvo lugar.